# Konstantin Fyodorovich Telegin
Konstantin Fyodorovich Telegin (tiếng Nga: Константин Фёдорович Телегин; 3 tháng 11 [lịch cũ 22 tháng 10] năm 1899, Tatarsk, Đế quốc Nga - 16 tháng 11 năm 1981, Moskva, Liên Xô) là một tướng lĩnh và một sĩ quan chính trị Liên Xô.

## Tiểu sử

### Thiếu thời
Telegin gia nhập Hồng quân năm 1918 và chiến đấu trong Nội chiến Nga, trở thành đảng viên Đảng Cộng sản Nga (bolshevik) năm 1919. Ông từng là trợ lý Chính ủy Trung đoàn. Năm 1931, ông tốt nghiệp Học viện Chính trị-Quân sự Lê-nin. Lúc đầu ông là một sĩ quan chính trị trong NKVD, sau được chuyển sang Hồng quân. Ông đã có mặt trong Chiến dịch hồ Khasan và tham gia Chiến tranh Mùa đông. Năm 1940, ông trở lại NKVD, và ngay sau đó ông lại được bổ nhiệm vào Hồng quân. Vào đêm trước cuộc xâm lược của Đức, ông là Chính ủy Lữ đoàn.

### Chiến tranh Vệ quốc vĩ đại

Các tướng V.I. Chuikov, K.F. Telegin, A.M. Pronin đi kiểm tra Tập đoàn quân Cận vệ 8.Tháng 3 năm 1943.

Telegin là thành viên của Hội đồng Quốc phòng Moskva trong trận chiến phòng thủ Moskva. Vai trò quan trọng nhất của ông là Ủy viên Hội đồng quân sự phương diện quân, đầu tiên là ở Phương diện quân Sông Don và sau đó là ở Phương diện quân Trung tâm (sau đổi thành Phương diện quân Belorussia 1), nơi ông trở thành cộng sự thân thiết và là bạn của Nguyên soái Zhukov. Telegin đã tham gia các trận chiến ở Stalingrad, Kursk, Dniepr, Belarus, Ba Lan, Pomerania và Berlin. Ông có mặt tại buổi ký kết Văn kiện đầu hàng của Đức và là thành viên của ủy ban có nhiệm vụ xác định hài cốt của Hitler và gia đình Goebbels. Ông từng là phó của Zhukov trong Cụm binh đoàn Liên Xô tại Đức.

### Thất sủng và phục hồi
Mối quan hệ thân thiết của ông với Zhukov khiến Stalin không hài lòng, và Telegin bị sa thải khỏi quân đội năm 1947. Ngày 24 tháng 1 năm 1948, ông bị bắt theo lệnh cá nhân Stalin và bị đưa ra xét xử với cáo buộc tham nhũng cùng với Zhukov. Ông bị kết án 25 năm tù.
Sau cái chết của Stalin, ông được phục hồi và trở lại quân đội vào tháng 7 năm 1953. Telegin nghỉ hưu tại Dacha vào năm 1956, giữ cấp bậc Trung tướng. Ông đã viết một số cuốn sách về các vấn đề quân sự và quyển hồi ký cá nhân, Войны несчитанные вёрсты, được xuất bản năm 1975. Khi ông qua đời vì một cơn đau tim, Ban Chấp hành Trung ương Đảng Cộng sản Liên Xô muốn chôn cất ông trong Nghĩa trang tường Điện Kremli, nhưng gia đình ông đã từ chối.

## Giải thưởng quân sự
- Huân chương Lenin (27/08/1943, 21/02/1945, 29/05/1945)
- Huân chương Cách mạng Tháng Mười (1968)
- Huân chương Cờ đỏ (27/08/1943, 11/3/1944, ?, ?)
- Huân chương Suvorov hạng I (04/06/1945)
- Huân chương Bohdan Khmelnitsky hạng I (29/07/1944)
- Huân chương Sao đỏ (2 lần)

## Lược sử quân hàm
- Chính ủy Trung đoàn (полковой комиссар) 29.08.1936
- Chính ủy Lữ đoàn (бригадный комиссар) 13.12.1937
- Chính ủy Sư đoàn (дивизионный комиссар)
- Thiếu tướng 6.12.1942
- Trung tướng 24.08.1943

## Tác phẩm
- Не отдали Москвы! — М.: Советская Россия, 1968. — 352 с. — 50 000 экз.
- Не отдали Москвы! — Изд. 2-е, дополн., перераб. — М.: Советская Россия, 1975. — 368 с., ил. — 75 000 экз.
- Войны несчитанные вёрсты. — М.: Воениздат, 1988. — 416 с.; 10 л. ил. — (Военные мемуары). — 65 000 экз. — ISBN 5-203-00065-4